# 飯野八幡宮

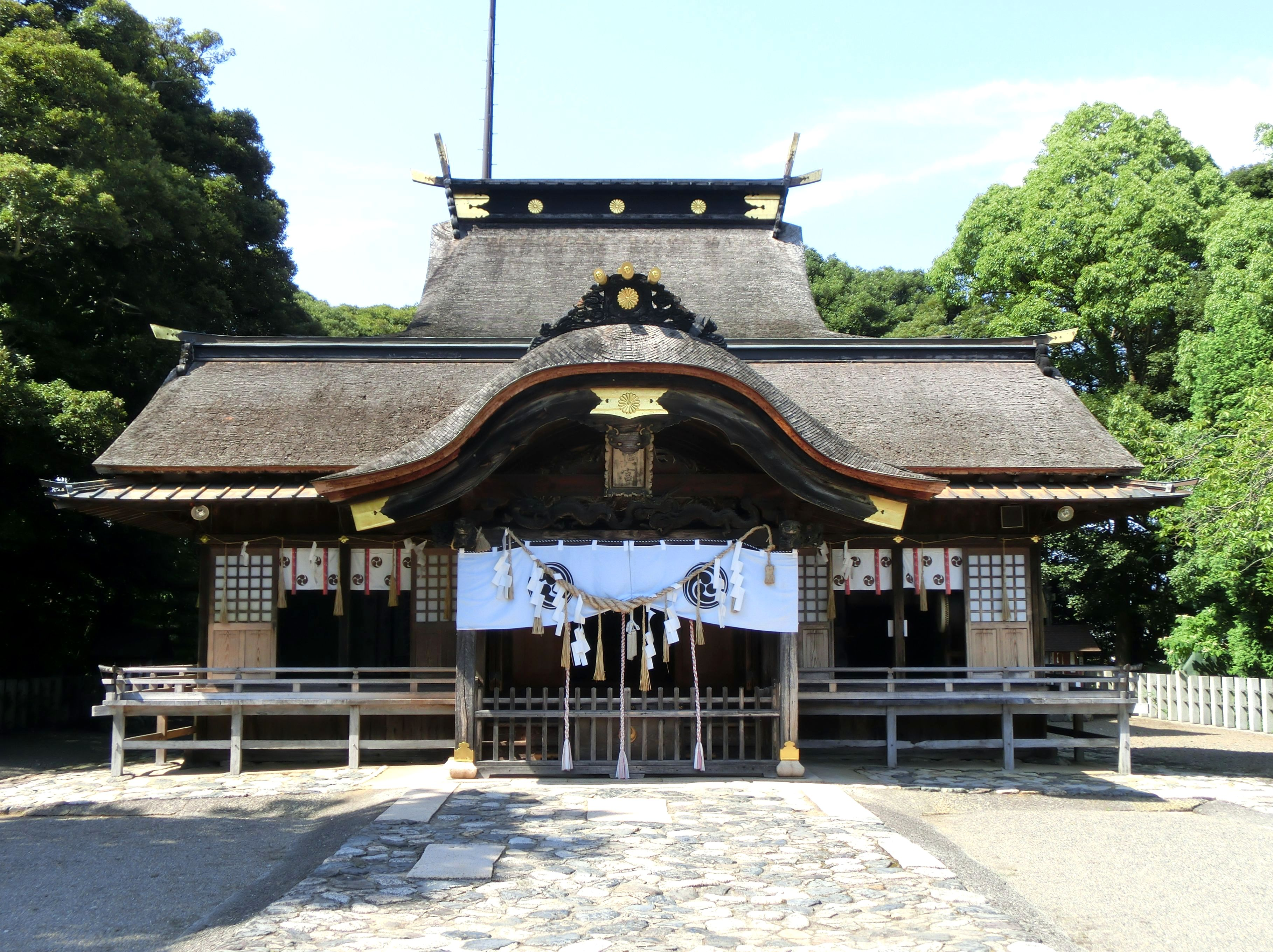
幣殿拝殿

飯野八幡宮（いいのはちまんぐう）は、福島県いわき市平に鎮座する八幡宮である。旧社格は県社。社家は伊賀氏の庶流である飯野氏である。

## 祭神
- 品陀別命（ほんだわけのみこと、応神天皇）
- 息長帯姫命（おきながたらしひめのみこと、神功皇后）
- 比売神（ひめがみ、仲姫命）

## 歴史
社伝によれば、源頼義が前九年合戦後の康平6年（1063年）に京都石清水八幡宮を勧請したという。文治2年（1186年）に関東御領好嶋荘の総社として、源頼朝の命により、本社石清水より御正躰を奉じて、岩城郡飯野郷（村）の赤目埼見物岡（現在のJR常磐線いわき駅北側の高台）へ奉祀した。
浜通り南部でも最大級の神社であり、岩城氏や磐城平藩主など当地を本拠地にした権力者たちから崇敬を受けてきた。
しかし、関ヶ原合戦後に岩城氏は追放され、代わって徳川譜代の鳥居忠政が入ると、慶長7年（1602年）に現在地である八幡小路（福島地裁いわき支部の近く）に飯野八幡宮は移設され、移設後の飯野八幡宮跡地に磐城平城が建設された。なお、安藤氏が磐城平藩主だった時期（1756年 - 1868年）には、八幡小路に藩校施政堂が立地していた。

## 摂末社

### 摂社
- 若宮八幡神社（わかみや はちまんぐう）
  - 祭神： 大鷦鷯尊（おおささぎのみこと、仁徳天皇）

### 末社
- 五社
  - 武内社 - 祭神：武内宿禰（たけうちのすくね）公
  - 白旗社 - 祭神：源頼朝（みなもと の よりとも）公
  - 春日社 - 祭神：天児屋命（あめのこやねのみこと）
  - 愛宕社 - 祭神：軻遇突智命（かぐつちのみこと）
  - 事代主社 - 祭神：事代主命（ことしろぬしのみこと）

## 文化財
重要文化財（国指定）
- 本殿 - 元和2年（1616年）上棟。桁行梁間共3間の入母屋造平入杮葺。屋根は当初流造であったが、延宝2年（1674年）と元禄16年（1703年）の修理で入母屋造となる。
- 楼門 - 万治元年（1658年）建立。入母屋造、銅板葺（もと板葺）。
- 唐門 - 元禄16年頃建立。銅板葺の平唐門。
- 神楽殿 - 元和9年建立。入母屋造、鉄板葺（もと杮葺）。
- 仮殿 - 寛文13年（1673年）建立。一間社流造、鉄板葺（もと板葺）。
- 若宮八幡社本殿 - 元和5年建立。一間社流造、板葺。
- 宝蔵 - 江戸時代初期建立。寄棟造、本瓦葺の土蔵。
- 大薙刀 銘「備州長船住盛景 貞治六年十一月日」 - 盛景は長船派の刀工、貞治6年は1367年。
- 飯野家文書 1,683通

いわき市指定有形文化財
- 飯野八幡宮幣拝殿　など